# 伊藤啓子 (詩人)
伊藤 啓子（いとう けいこ、本名：利根川啓子、昭和31年（1956年）10月17日 - ）は、山形県鶴岡市出身の、日本の詩人。

## 略歴
- 1956年10月17日、山形県鶴岡市に生れる。
- 1976年、山形短期大学国文科卒業。
  - 編集社に勤務する。
- 1990年、この頃から作詩を始める。
- 2001年、第9回詩と思想新人賞受賞。

## 著作物

### 著書
- 『夢のひと』 視点社 1993年
- 『ウコギの家』 夢人館 2000年
- 『風が吹いたら…』 みちのく書房 2003年
- 『萌野』 夢人館 2005年

### 共著書
- 『ポエム・セッション』 紙草舎 1996年

## 受賞歴
- 第9回詩と思想新人賞